# Ладжан

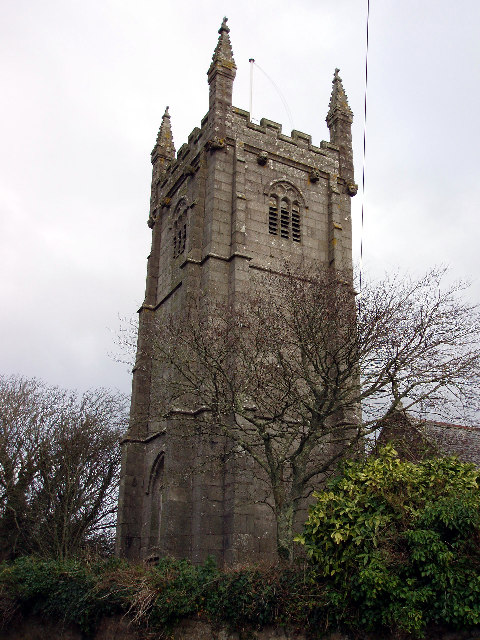
Приходской храм Ладжана

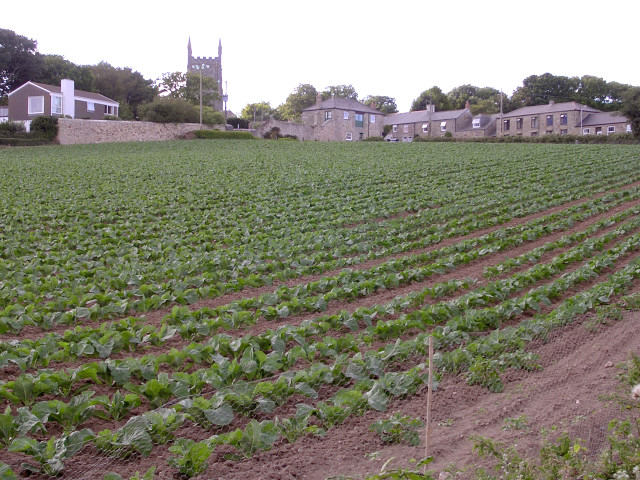
Урожай овощей на юг от Ладжана

Ла́джан (англ. Ludgvan /ˈlʌdʒən/; корн. Eglos Lujowen, что означает Церковь на месте золы), — приход и село в Корнуолле. Село расположено в 2,5 милях на северо-восток от Пензанса (Penzance). Покровитель — святой Лутьерн.